# 有理共想
有理共想（英語：Wishful Thinker，來港前稱），是一匹曾在澳洲、香港和杜拜出賽的已退役賽駒，來港後練馬師早期是高伯新，後期是葉楚航。

## 簡介
2019年2月13日，巴度策騎「有理共想」勝出第一班盃賽跑馬地錦標。賽後，巴度說道：「牠通常喜歡在快步速下競跑，因牠往往需要一些時間以取得平衡，但今次我要盡快在直路上找到空位衝刺，如果不及時催策牠，牠會跟不上前領馬群，所以我須比起上次更早催策牠，當我要把握機會催策牠上前時，牠其實仍未走順步韻，但牠是一匹有質素的好馬，而偏快的步速亦有助我及時超越領放馬。」他續說：「牠質素優厚，經過今仗之後，牠可以再進步多少，實在很難說。牠在閘內總未能企定，但牠一向如此，作為騎師，這方面你可以做的並不多，只能嘗試讓牠放鬆，並令牠專心作賽，因為最大的敵人，其實就是牠自己。」練馬師高伯新說道：「我一直認為『有理共想』是今屆跑馬地錦標中實力最佳的一匹，只是谷草跑道其實未盡合其發揮，如跑1200米的直路賽，對牠來說便是最好不過，因此如能有運入選的話，我們便會劍指杜拜。」他補充：「今場勝來不易，馬兒慢閘失了先機，但可幸我們有如巴度般的好騎師為馬兒執韁，巴度今仗表現冷靜，將賽前擬定的策略發揮得淋漓盡致。」
2019年3月30日，巴度策騎「有理共想」遠征杜拜，角逐美丹馬場的國際一級賽阿喬斯短途錦標，最終取得第七名，落後頭馬高多芬陣營的「蔚藍海角」八又四分之三個馬位之後過終點。
2020年6月6日，「有理共想」轉投葉楚航馬房。
2020年10月18日，梁家俊策騎「有理共想」勝出國際二級賽精英碗。賽後，梁家俊說道：「今仗除去眼罩，牠的走勢好得多。而且上仗牠負頂磅，今次則負輕磅，這個磅位對牠幫助甚大。步速頗快，適合後上馬發揮。」
2021年12月28日，「有理共想」因為左前腿懸韌帶受傷的關係，宣告退役，正式結束其競賽生涯，退役後被送往新西蘭的牧場頤養天年。

## 在港勝出賽事全紀錄
| 比賽日期   | 賽事名稱               | 賽事班次 | 賽道 | 賽事路程 | 比賽馬場   | 名次 | 完成時間 | 騎師   |
| ---------- | ---------------------- | -------- | ---- | -------- | ---------- | ---- | -------- | ------ |
| 18/02/2018 | 恭喜讓賽               | 第三班   | 草地 | 1200米   | 沙田馬場   | 1    | 1:09.49  | 史卓豐 |
| 29/04/2018 | 愛彼LADY MILLENARY讓賽 | 第二班   | 草地 | 1200米   | 沙田馬場   | 1    | 1:09.20  | 田泰安 |
| 07/11/2018 | 萬宜讓賽               | 第二班   | 草地 | 1200米   | 跑馬地馬場 | 1    | 1:10.24  | 巴度   |
| 25/11/2018 | 其士建築讓賽           | 第二班   | 草地 | 1000米   | 沙田馬場   | 1    | 0:56.77  | 巴度   |
| 13/02/2019 | 跑馬地錦標（讓賽）     | 第一班   | 草地 | 1200米   | 跑馬地馬場 | 1    | 1:09.29  | 巴度   |
| 10/03/2019 | 紅掌花讓賽             | 第一班   | 草地 | 1200米   | 沙田馬場   | 1    | 1:10.06  | 蘇兆輝 |
| 18/10/2020 | 精英碗（讓賽）         | G2       | 草地 | 1200米   | 沙田馬場   | 1    | 1:07.89  | 梁家俊 |

## 在港一級賽出賽全紀錄
| 比賽日期   | 賽事名稱           | 賽事班次 | 賽道 | 賽事路程 | 比賽馬場 | 名次 | 完成時間 | 騎師   |
| ---------- | ------------------ | -------- | ---- | -------- | -------- | ---- | -------- | ------ |
| 08/12/2019 | 浪琴表香港短途錦標 | G1       | 草地 | 1200米   | 沙田馬場 | 6    | 1:08.35  | 蘇銘倫 |
| 19/01/2020 | 百週年紀念短途盃   | G1       | 草地 | 1200米   | 沙田馬場 | 4    | 1:08.84  | 蘇銘倫 |
| 16/02/2020 | 女皇銀禧紀念盃     | G1       | 草地 | 1400米   | 沙田馬場 | 7    | 1:22.55  | 何澤堯 |
| 26/04/2020 | 主席短途獎         | G1       | 草地 | 1200米   | 沙田馬場 | 5    | 1:08.68  | 賀銘年 |
| 13/12/2020 | 浪琴表香港短途錦標 | G1       | 草地 | 1200米   | 沙田馬場 | 4    | 1:08.60  | 梁家俊 |
| 24/01/2021 | 百週年紀念短途盃   | G1       | 草地 | 1200米   | 沙田馬場 | 8    | 1:08.71  | 蘇銘倫 |
| 21/02/2021 | 女皇銀禧紀念盃     | G1       | 草地 | 1400米   | 沙田馬場 | 7    | 1:21.40  | 史卓豐 |
| 25/04/2021 | 主席短途獎         | G1       | 草地 | 1200米   | 沙田馬場 | 5    | 1:09.09  | 梁家俊 |

## 在港以外大賽出賽全紀錄
| 比賽日期   | 賽事名稱       | 賽事班次 | 賽道 | 賽事路程 | 比賽馬場 | 名次 | 完成時間 | 騎師 |
| ---------- | -------------- | -------- | ---- | -------- | -------- | ---- | -------- | ---- |
| 30/03/2019 | 阿喬斯短途錦標 | G1       | 草地 | 1200米   | 美丹馬場 | 7    | —        | 巴度 |

## 外部連結
- . 2019-02-14  [2019-02-14]. （原始内容存档于2020-10-18）.
- . 2019-10-18  [2019-10-18]. （原始内容存档于2020-12-17）.